# Simoides descendens
Simoides descendens är en tvåvingeart som beskrevs av Becker 1909. Simoides descendens ingår i släktet Simoides och familjen blomflugor.
Artens utbredningsområde är Kenya. Inga underarter finns listade i Catalogue of Life.